# Ursula Curtiss
Ursula Reilly Curtiss (New York, 8 aprile 1923 – Albuquerque, 10 ottobre 1984) è stata una scrittrice statunitense di romanzi polizieschi.
È figlia di Helen Reilly, anch'essa scrittrice di gialli, e sorella di Mary McMullen, anch'essa nota autrice di polizieschi. Molti suoi romanzi sono stati pubblicati nella collana Il Giallo Mondadori. Si caratterizza per ambientazioni gotiche.

## Opere
- 1948, Voice Out of Darkness
- 1950, La seconda falce (The second sickie), stampato nel 1956 nella collana Il Giallo Mondadori con il numero 399.[1]
- 1951, Uno di noi deve morire (The Noonday Devil), stampato nel 1962 nella collana I libri neri con il numero 13.[1]
- 1953, The Iron Cobweb
- 1954, The Deadly Climate
- 1956, Ombre di cera (Widow's web), stampato nel 1958 nella collana Il Giallo Mondadori con il numero 483.[1]
- 1957, The Stairway
- 1958, L'artiglio nella carne (The face of the tiger), stampato nel 1961 nella collana Il Giallo Mondadori con il numero 653.[1]
- 1960, So Dies the Dreamer
- 1961, Hours to Kill
- 1961, La tigre per la coda (Tiger by the Tail), stampato nel 1989 nella collana La tartaruga nera con il numero 17.[1]
- 1962, I fantasmi della signora Marrable (The forbidden garden), stampato nel 1963 nella collana Il Giallo Mondadori con il numero 770.[1]
- 1963, Orrore (The Wasp), stampato nel 1965 nella collana Il Giallo Mondadori con il numero 837.[1]
- 1964, Gli occhi degli altri (Out of the dark), stampato nel 1965 nella collana Il Giallo Mondadori con il numero 866.[1]
- 1966, Danger: Hospital Zone
- 1968, Non aprire la porta! (Don't open the door), stampato nel 1973 nella collana Il Giallo Mondadori con il numero 1288.[1]
- 1968, Don't Open the Door
- 1971, Letter of Intent
- 1976, Scava ancora più a fondo (Dig a little deeper), stampato nel 1978 nella collana Il Giallo Mondadori con il numero 1518.[1]
- 1977, Il volto della vendetta (In cold pursuit), stampato nel 1978 nella collana Il Giallo Mondadori con il numero 1561.[1]
- 1979, The Menace Within
- 1980, Chiedetelo a Geoffrey (The poisoned orchard), stampato nel 1984 nella collana Il Giallo Mondadori con il numero 1852.[1]
- 1982, Dog in the Manger
- 1983, Morte di un corvo (Death of a crow), stampato nel 1985 nella collana Il Giallo Mondadori con il numero 1880.[1]

## Filmografia
- 1969, La terza fossa (What ever Happened to Aunt Alice?) regia di Lee H. Katzin con Ruth Gordon, Geraldine Page, Rosemary Forsyth, tratto dal romanzo I fantasmi della signora Marrable (The forbidden garden) del 1963.
- 1965, Gli occhi degli altri (I Saw what You Did) regia di William Castle con Joan Crawford, John Ireland, Andi Garrett, Sarah Lane, tratto dal romanzo omonimo del 1965.